# Atractodes spiniger
Atractodes spiniger là một loài tò vò trong họ Ichneumonidae.